# Districte de Noakhali
El districte de Noakhali নোয়াখালী জিলা) és una divisió administrativa de Bangladesh amb capital a la ciutat de Noakhali. Té una superfície de 3.601 km² i una població el 1991 de 2.533.394 habitants. El districte està regat pel Bamni i Meghna (i els seus afluent Fenny i Petit Fenny). Inclou un nombre d'illes al golf de Bengala la més gran de les quals és Hatiya o Hatia. L'illa de Sandwip, abans part del districte, actualment no en forma part.
Administrativament està format per 9 upaziles, 5 municipalitats (Chawmuhani, Bashur Hat, Chatkhil, Kabir Hat, Noakhali), 45 wards, 90 mahalles, 83 union parishads, 909 mouzas i 978 pobles. Les upaziles són:
- Noakhali Sadar
- Subarna Char
- Kabir Hat
- Begumganj
- Chatkhil
- Companiganj
- Hatiya
- Sonaimuri
- Senbagh

## Història
Els primers establiments musulmans s'haurien creat vers el 1279; el 1353 el territori fou assolat per Shams al-Din governador de Bengala. L'illa de Sandwip fou esmentada per viatgers europeus des del segle xvi com un lloc excepcionalment fèrtil. Al segle xvii els portuguesos operaven en aquesta zona, a través d'aventurers i mercenaris que van entrar al servei del raja d'Arakan que al final del segle xvi incloïa Chittagong entre els seus dominis. Quan foren expulsats d'Arakan el 1605 es van dedicar a la pirateria i van aconseguir derrotar a una flota mogol enviada contra ells. El 1609 es van apoderar de l'illa Sandwip i sota lideratge d'un tal Gonçalves foren el terror de les costes. El 1610 el raja d'Arakan es va aliar als portuguesos en un intent de conquerir Bengala però després d'alguns èxits parcials els aliats foren derrotats per les forces mogols. Gonçalves va induir llavors al virrei de Goa a fer un atac conjunt a Akyab, L'expedició, manada per Dom Francisco de Meneses que va arribar a Arakan l'octubre de 1615 (moment en què Gonçalves se li va unir amb 50 vaixells), va tacar Akyab el 15 de novembre però els arakanesos, ajudats pels holandesos, els van rebutjar després d'un dia sencer d'obstinada lluita, i l'expedició fou doncs un fracàs retornant els portuguesos a Goa; el 1616 el raja va derrotar a Gonçalves, debilitat per la lluita, i va ocupar l'illa de Sandwip. El 1664 Shaista Khan, nou governador de Bengala, va decidir eliminar els pirates sobretot portuguesos i després atacar Arakan; va buscar l'aliança dels holandesos que tenien les naus que calien, i va enviar un ambaixador a Batavia; els holandesos van acceptar i van enviar dos vaixells de guerra a Bengala que havien de transportar a les forces mogols. Shaista que pel seu cantó havia reunit també important forces, va amenaçar als portuguesos i els va enganyar revelant suposats plans d'Aurangzeb per l'Arakan i dient que una força holandesa més poderosa estava a punt d'arribar; amb això i amb promeses de terres i paga, va aconseguir que els pirates portuguesos enviessin a les seves famílies a Dacca; llavors els va enrolar al seu exèrcit amb el que va capturar Sandwip que estava en mans d'Arakan, i porc després es va produir l'atac a Chittagong que fou conquerida el 1666. Els portuguesos van reclamar llavors el compliment de les promeses però Shaista se'n va desdir i va acusar als pirates de traïció al seu senyor anterior el raja d'Arakan, tractant-los amb severitat; van perdre la seva independència i van acabar reunint-se amb les seves famílies a Dhaka on encara viuen els seus descendents, si bé completament assimilats als bengalís en aspecte, llengua i costums, però romanen cristians i conserven els cognoms portuguesos.
El 1765 el diwan de Bengala va passar a la Companyia Britànica de les Índies Orientals i fou inclosa junt amb Tippera al ihtiman de Jalalpur; fins al 1769 va estar administrat per dos oficials natius i després per tres oficials britànics fins al 1772 quan es va nomenar un col·lector, però dins el districte de Dacca; el 1781 el districte format per Noakhali i Tippera es va separar amb el nom de districte de Bhulua. El 1787 fou agregat al districte de Mymensingh però el 1790 fou altre cop separat i la capital traslladada a Tippera i un agent de la sal fou nomenat a Sudharam per controlar la fabricació de sal principalment a les illes i va actuar com a subcol·lector del de Tippera. El 1822 el districte fou segregat de Tippera i l'agent de la sal nomenat "agent de Noakhali i col·lector de Bhulua"; l'agent col·lector va tenir el control fins al 1860 quan es va nomenar un col·lector regular. El 1868 el districte va adoptar finalment el nom de Noakhali.
Noakhali fou part de la divisió de Chittagong a la província de Bengala (temporalment Bengala Oriental i Assam). La superfície era de 4.258 km². El 1876 fou afectat greument per un cicló que va matar la meitat dels habitants de l'illa d'Hatia i quasi la meitat dels de l'illa de Sandwip. La població després del cicló es va reduir i va passar de 840.376 el 1872 a 820.772 el 1881; però després va tornar a pujar i era 1.009.693 el 1891 i 1.141.728 el 1901. Els habitants eren en gran majoria musulmans (76%) i d'ètnia i llengua bengalina (dialecte chatgaiya). Administrativament estava dividit en dues subdivisions.
- Noakhali (Sudharam)
- Fenny

La ciutat principal era Sudharam, capital del districte, popularment anomenada Noakhali, nom que oficialment fou confirmat més tard. La subdivisió de Noakhali mesurava 3.370 km² i incloïa la costa i illes amb una població de 822.891 habitants el 1901, sent la capital Sudharam amb una població de 6,520 habitants; hi havia 1.955 pobles.